# Viloyat Xorazm
Die Viloyat Xorazm (usbekisch Xorazm viloyati, Хоразм вилояти), deutsch Provinz Choresmien oder Choresm, ist eine Viloyat (Provinz) im Westen von Usbekistan. Sie grenzt an Turkmenistan, die Viloyat Buxoro (Buchara) und die von Usbekistan teilautonome Republik Karakalpakstan. Die Fläche beträgt 6.300 km², bei einer Einwohnerzahl von 1.498.321 Einwohnern, von denen etwa 80 % auf dem Land leben.
Das Klima ist sehr kontinental geprägt, mit kalten Winter- und heißen, trockenen Sommermonaten.

## Verwaltung
Die Viloyat Xorazm teilt sich in 10 Verwaltungsdistrikte und drei kreisfreie Städte (Urganch, Xiva, Pitnak). Hauptstadt ist Urganch mit 142.973 Einwohnern. Andere größere Städte sind beispielsweise Xiva (58.989 Einw.), Xonqa (42.767 Einw.), Shovot (28 610 Einw.) und Gurlan (29.200 Einw.).
| Übersicht der Bezirke | Nr. | Bezirk   | Hauptort | Nr. | Bezirk      | Hauptort    |
| Übersicht der Bezirke | 1   | Bogʻot   | Bogʻot   | 6   | Qoʻshkoʻpir | Qoʻshkoʻpir |
| Übersicht der Bezirke | 2   | Gurlan   | Gurlan   | 7   | Shovot      | Shovot      |
| Übersicht der Bezirke | 3   | Xonqa    | Xonqa    | 8   | Urganch     | Qorovul     |
| Übersicht der Bezirke | 4   | Hazorasp | Hazorasp | 9   | Yangiariq   | Yangiariq   |
| Übersicht der Bezirke | 5   | Xiva     | Xiva     | 10  | Yangibozor  | Yangibozor  |

## Kultur und Geschichte
Die Hauptstadt des Khanats Chiwa in Choresmien, auf Choresmien geht der Name Xorazm der Viloyat zurück, war Xiva. Die ummauerte Altstadt Ichan Qalʼа der Stadt Xiva ist heute Weltkulturerbe der UNESCO.
In Choresm wurden, begünstigt durch die alte Oasenstadt Xiva (Chiva), viele berühmte Gelehrte des Orients geboren, wie zum Beispiel die persischen Universalgelehrten al-Chwarizmi (geboren um 780; gestorben zwischen 835 und 850) und al-Bīrūnī (973–1048).

## Wirtschaft und Verkehr
Neben dem Tourismus lebt die Viloyat überwiegend vom Baumwoll- und Reisanbau. Dazu kommen Anbau von Obst und Gemüse, wie Gurken, Melonen, Weintrauben sowie Kartoffeln. Die Abhängigkeit von der Baumwolle wird aber an der Vielzahl der baumwollverarbeitenden Betriebe ersichtlich: Verarbeitung der Rohbaumwolle, Produktion von Baumwollsamenöl, Herstellung von Textilien und Teppichen.
Xorazm ist seit Jahrtausenden wichtiges Transitgebiet zwischen Orient, Russland und Kaukasus. Entsprechend ist die Infrastruktur, auch aufgrund des Tourismus, mit 130 km Eisenbahnlinien und 2000 km asphaltierten Straßen gut entwickelt.